# 山本大明
山本 大明（やまもと ひろあき、1988年6月10日 - ）は、大阪府大東市出身の元プロ野球選手（捕手）。

## 来歴

### プロ入り前
小学2年の時、灰塚ソフトボールでソフトボールを、小学5年の時、朋来ビックジュニアで野球を始める。
中学時代は北河内ビクトリーズでプレー。入学時は主に内野手だったが、当時のコーチ（捕手出身）に捕手としての能力を見出されコンバート。楽天同期入団で当時捕手だった田中将大とは、中学時代に対戦の経験がある。
石川県金沢市の尾山台高校に進学し、最終学年次は捕手兼主将としてチームを牽引。甲子園を目指すが、地方大会準決勝で遊学館高校に敗れ、ベスト4に終わった。

### プロ時代
2006年の高校生ドラフトにて東北楽天ゴールデンイーグルスより3巡目指名を受け、入団。
2007年、主にイースタン・リーグ チャレンジ・マッチに出場した。二軍公式戦では3試合に出場し、3打席1四球。フェニックスリーグでは三塁手としても出場し、15打数5安打、打率.333。
2008年、二軍で20試合出場、13打数2安打、打率.154。7試合で捕手として出場した。
2013年、10月4日に球団から戦力外通告を受け、そのまま現役を引退。
2014年からはチーム統括本部・管理部入りし、2軍用具担当兼ブルペン捕手を務める。

## 詳細情報

### 年度別打撃成績
- 一軍公式戦出場なし

### 背番号
- 52（2007年 - 2013年）
- 120 （2014年 - 2018年）

### 登場曲
- 『大胆に行きましょう』 玉置成実（2007年 - ）
- 『TRUST ME』 HAN-KUN（2009年）
- 『Party People feat, FERGIE』 NELLY feat.FERGIE（2010年 - ）
- 『Brave』 ナオト・インティライミ（2012年）